# Bolletjesvaren
De bolletjesvaren (Onoclea sensibilis) is een varen uit de bolletjesvarenfamilie (Onocleaceae). Het is de enige soort binnen het geslacht Onoclea, een zogeheten monotypisch geslacht.
De plant komt van nature voor in Oost-Azië en Noord-Amerika. Door cultivatie heeft de soort zich in Europa verspreid. In België en Nederland wordt de plant sinds enkele jaren in het wild gevonden.

## Naamgeving en etymologie
- Engels: Sensitive fern, Bead fern, Meadow brake
- Frans: Onoclée sensible

De soortaanduiding sensibilis betekent 'gevoelig' en slaat op de gevoeligheid van de varen voor vorst.
De Nederlandse naam 'bolletjesvaren' slaat op de vorm van de sporenhoopjes.

## Kenmerken
De bolletjesvaren is een overblijvende, kruidachtige plant. Uit een dunne, kruipende wortelstok ontspringen willekeurig verspreide bladen. Er is een duidelijk verschil tussen de steriele en de fertiele bladen.

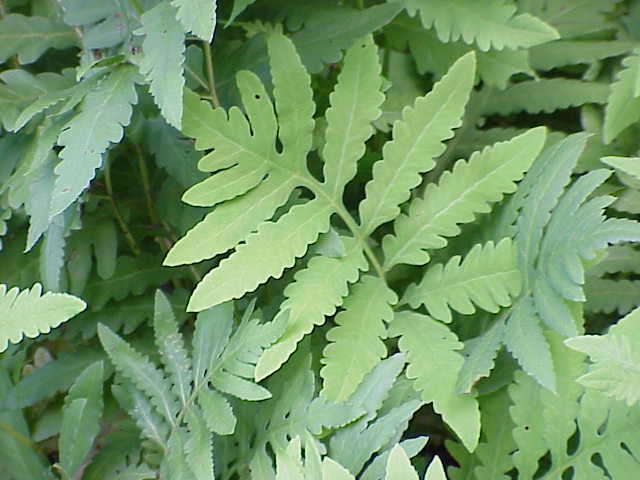
Steriel blad

### Bladen
De steriele bladen zijn geelgroen tot lichtgroen, tot 50 cm lang, breed driehoekig van vorm en veerdelig of eenmaal geveerd. In het laatste geval is de bladspil naar de top toe gevleugeld. De acht tot veertien zijblaadjes aan iedere kant zijn lancetvormig. De bladrand is gaaf, gegolfd of gekarteld. De bladsteel is een- tot anderhalfmaal zo lang als de bladschijf, donker gekleurd, onderaan afgeplat en niet beschubd.
De fertiele bladen ontstaan later (of soms zelfs niet) en lijken helemaal niet op de steriele bladen. Ze zijn langwerpig van vorm en tweevoudig geveerd. De bladsteel is in verhouding langer dan die van de steriele bladen, en het blad staat rechtop. De bladslipjes zijn lijnvormig, enkele millimeters breed en de zijblaadjes daarvan vouwen zich elk als een handje rond de sporenhoopjes. Het geheel doet denken aan een pluim met parelsnoeren, vandaar ook de naam bolletjesvaren. De jonge fertiele bladen zijn groen, maar worden later bruin tot zwart.
De steriele bladen zijn fragiel en verdwijnen bij de eerste vorst. De fertiele bladen zijn winterhard en laten de sporen pas vrij in de volgende lente.

### Sporenhoopjes
De ronde sporenhoopjes zitten op de onderzijde van de fertiele bladen, volledig bedekt door de bladslipjes. Er is geen dekvliesje. De sporen overwinteren en komen vrij in de lente.

## Habitat
De bolletjesvaren is een terrestrische plant die vochtige, matig voedselrijke tot voedselrijke, zure grond verkiest. De varen komt in natuurlijke omstandigheden voornamelijk voor in moerassen, laagveen en vochtige bossen, in de zon of de schaduw.
In de Benelux is de soort vooral te vinden op de plaatsen waar hij is aangeplant, zoals in tuinen, kasteeltuinen, parken en dergelijke. Daarbuiten komt de plant meestal voor op voldoende vochtige plaatsen waar tuinafval gestort wordt.
Op geschikte plaatsen heeft de bolletjesvaren de neiging om te gaan woekeren en andere planten te verdringen.

## Voorkomen
De bolletjesvaren is oorspronkelijk afkomstig uit Oost-Azië en het oosten van Noord-Amerika. De varen is als tuinplant ook in Europa verspreid geraakt. De plant kan overleven en zich voortplanten in een gematigd klimaat met milde vorst.
Vondsten buiten de plaats van aanplanting zijn er onder meer geweest in Dieren (Gelderland).

## Verwante en gelijkende soorten
In België en Nederland kan de bolletjesvaren met geen enkele andere varen verward worden.

## Zeldzaamheid en bescherming
De bolletjesvaren wordt noch op de Vlaamse Rode Lijst (planten), noch op de Nederlandse Rode Lijst (planten) vermeld.
Ondanks zijn neiging om te gaan woekeren, wordt de soort niet beschouwd als een invasieve soort, maar hoort thuis bij de categorie 'standhoudend'. De plant blijft zonder menselijke tussenkomst ter plaatse zonder of met beperkte mogelijkheid tot vermeerdering.